# Santa Maria de Pabirans

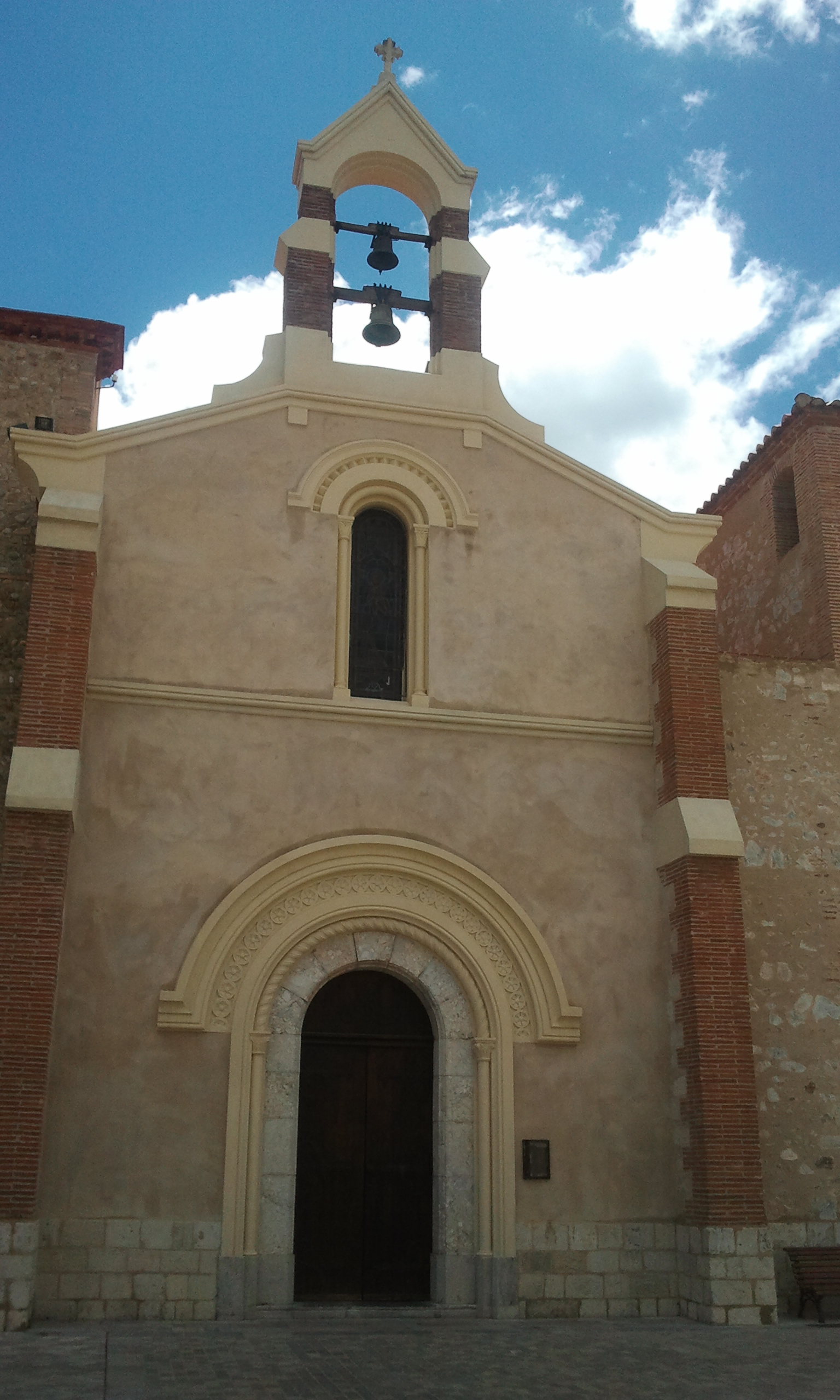
Façana, no romànica, de l'església

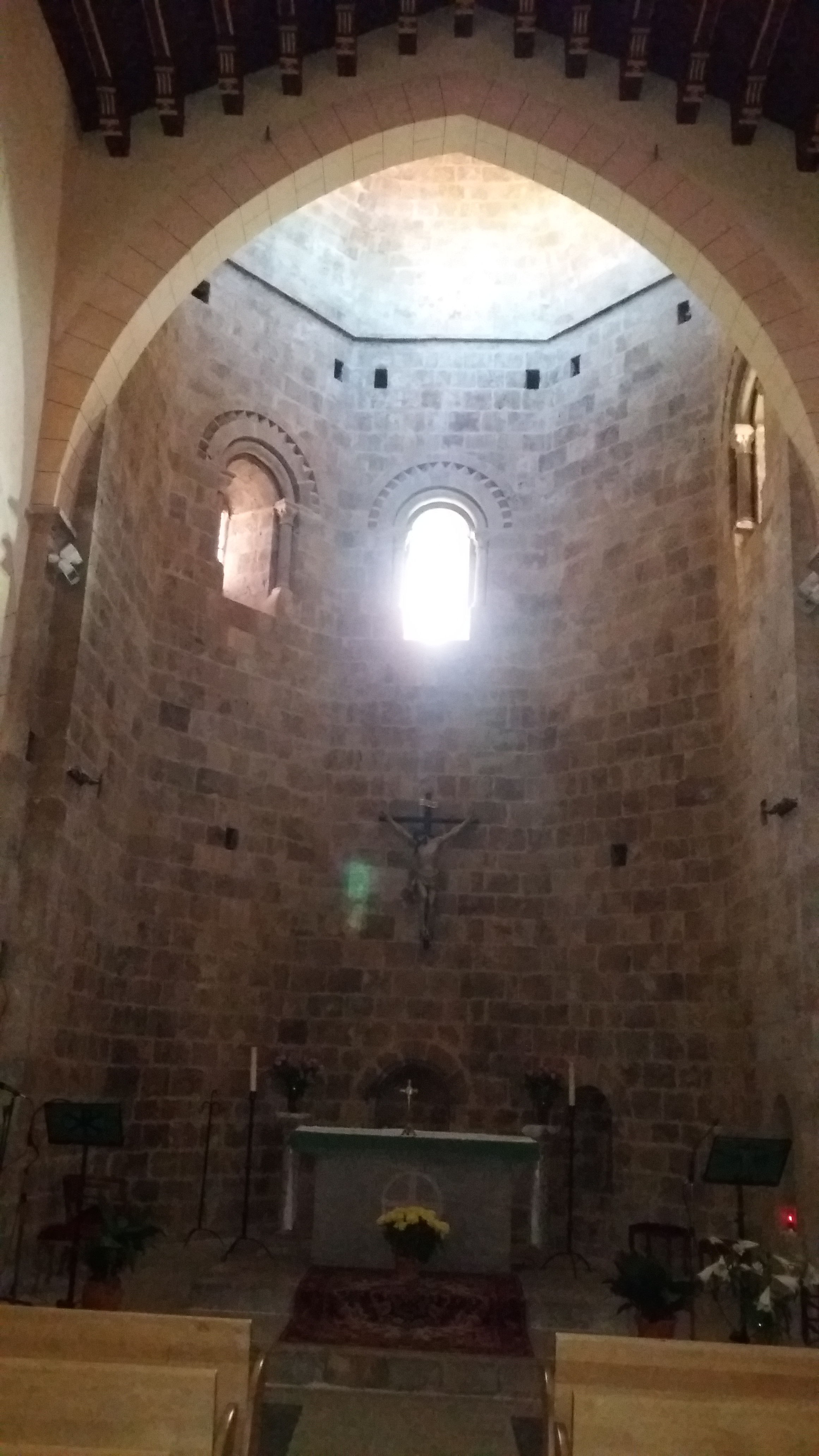
Presbiteri de Santa Maria de Pabirans

Santa Maria de Pabirans és el nom històric de l'església parroquial del poble de Santa Maria la Mar, a la comarca del Rosselló (Catalunya Nord).
Està situada al bell mig del poble vell de Santa Maria la Mar, on destaca l'absis pentagonal de grans dimensions, fet de carreus de mida mitjana i de talla molt acurada. Aquest absis, i l'església sencera, fou incorporat a les fortificacions fetes al poble l'any 1198. La nau de l'església, que tenia unes mides proporcionals a l'absis, fou enderrocada al segle xviii i substituïda per una nau molt més petita i baixa, en la qual resten pedres de l'antiga, sobretot de la portalada de marbre.
Una llinda d'aquesta antiga portalada es troba actualment encastada en el mur exterior, al costat sud de la porta principal de l'església.

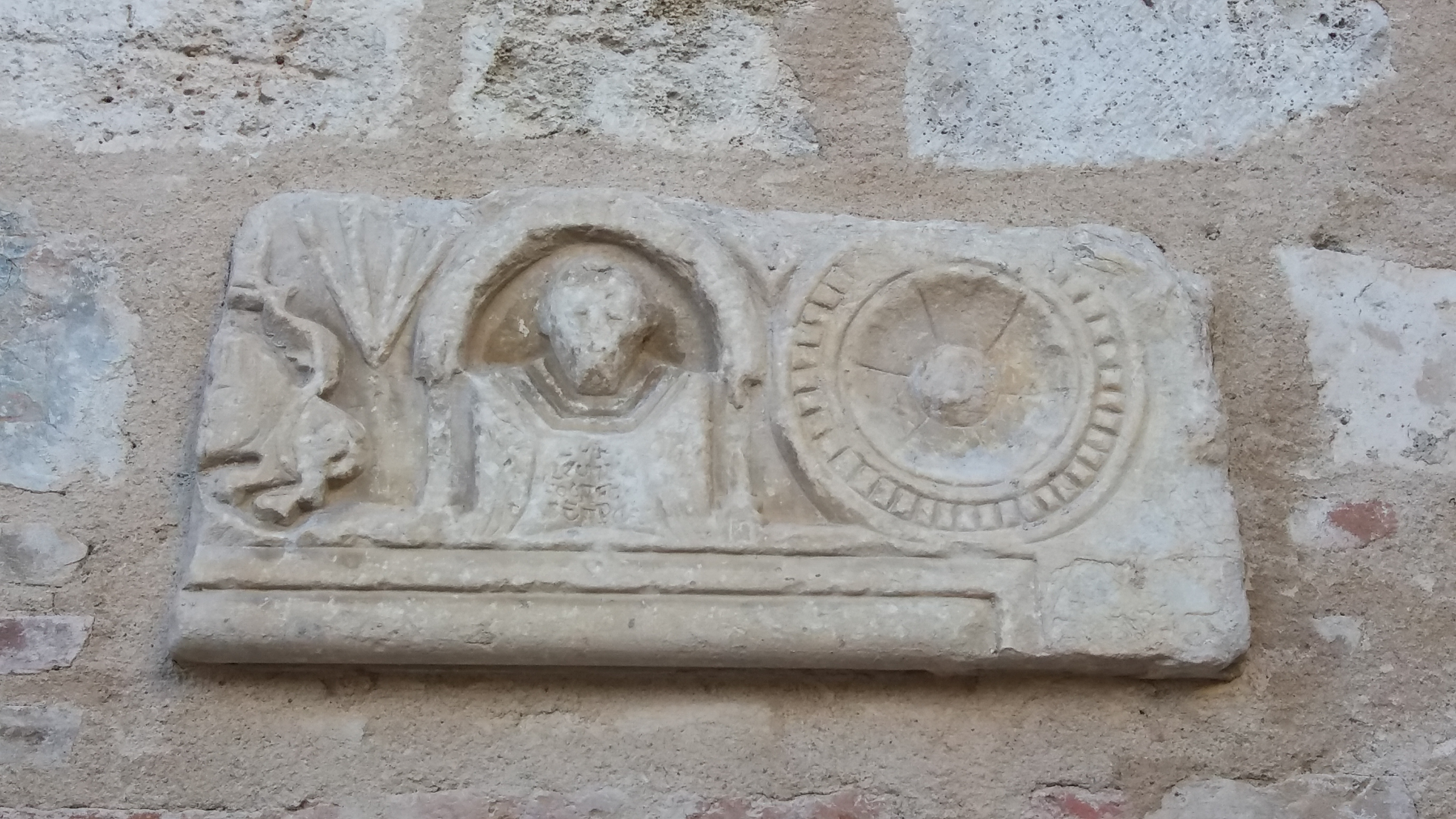
Fragment de llinda de Santa Maria de Pabirans